# NN-135
La carretera NN‑135 es una vía departamental secundaria ubicada en el departamento de Chontales, al sureste del país. Comunica la cabecera municipal de Villa Sandino con la comunidad rural de La Gateada, fortaleciendo el acceso a zonas agropecuarias.

## Trazado y cruces
| km   | Localidad / Punto | Departamento | Conexión / Ruta   |
| ---- | ----------------- | ------------ | ----------------- |
| 0,0  | Villa Sandino     | Chontales    | NN 134            |
| 6,5  | El Ayote Viejo    | Chontales    | Camino secundario |
| 12,8 | La Gateada        | Chontales    | Calle local       |

## Coordenadas
Uno de los tramos de la NN‑135 puede ser encontrado en las coordenadas: 11°27′11″N 84°09′49″O / 11.4530, -84.1635